# Raionul Pidvolociîsk, Ternopil
Pidvolociîsk (în ucraineană Підволочиський район, transliterat: Pidvolociîskîi raion) este un raion în regiunea Ternopil, Ucraina. Reședința sa este așezarea de tip urban Pidvolociîsk.

## Demografie
Componența lingvistică a raionului Pidvolociîsk
     Ucraineană (99,48%)
     Alte limbi (0,48%)
Conform recensământului din 2001, majoritatea populației raionului Pidvolociîsk era vorbitoare de ucraineană (99,48%), existând în minoritate și vorbitori de alte limbi.